# Castellum

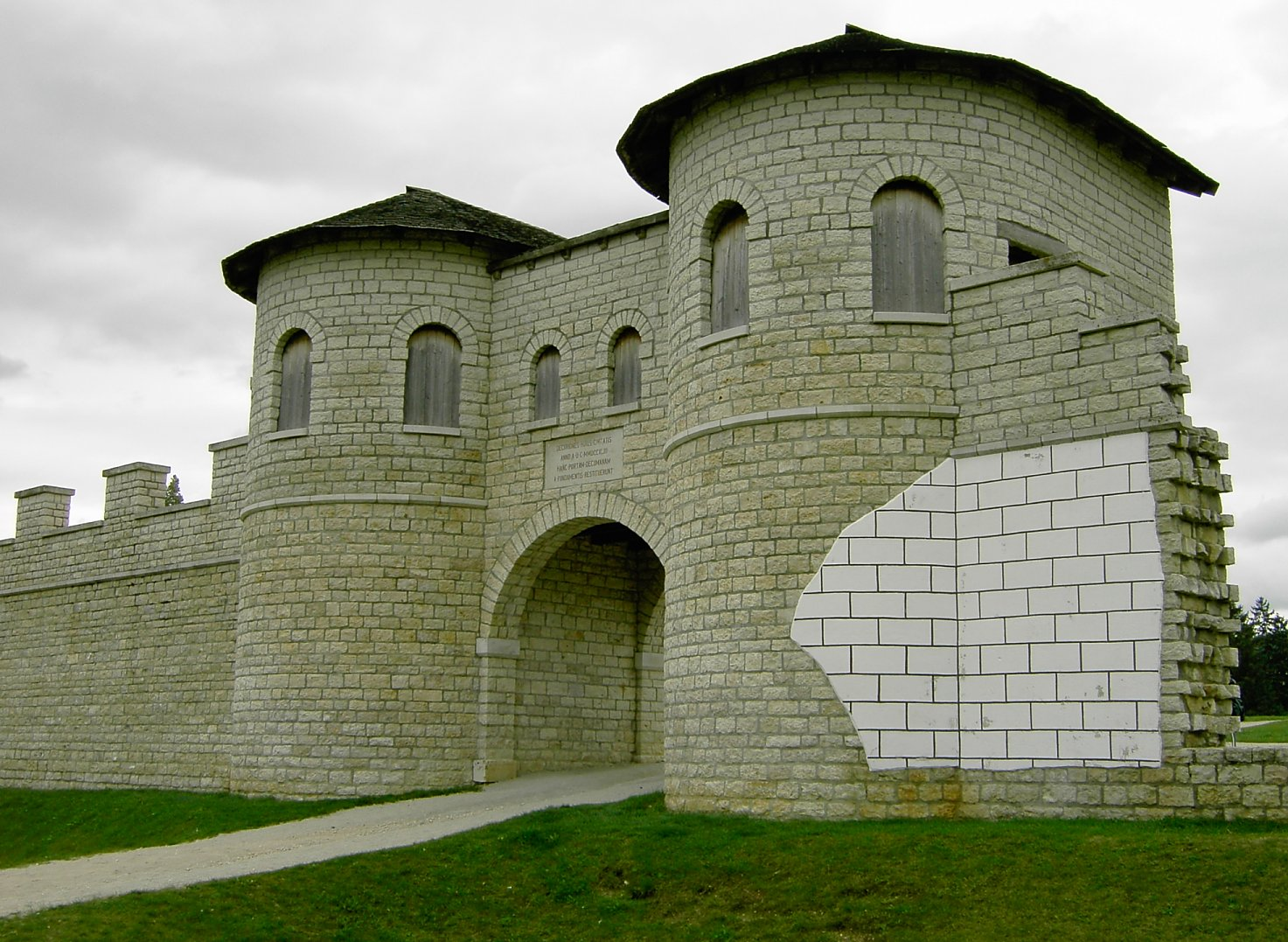
Ricostruzione della torre nord del castello Biriciana a Weißenburg in Bayern

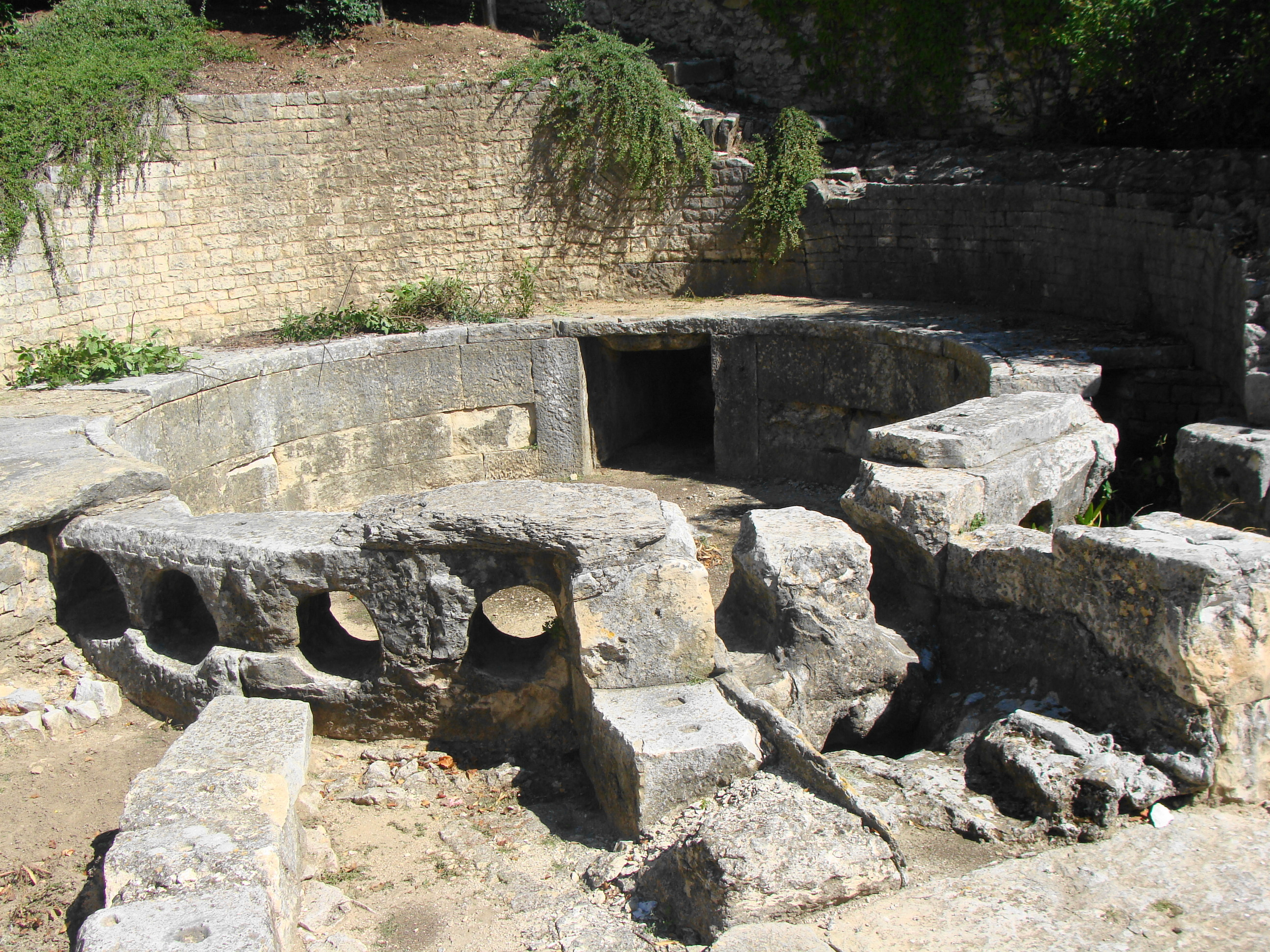
Vestigia del castellum divisorium di Nîmes

La parola latina castellum (plurale Castella), diminutivo di castrum, si riferisce nella civiltà romana a due tipi di costruzioni:
- il castellum militare è un fortino,[1] di solito integrato nel sistema di fortificazione del limes. Nel Medioevo, è il castello centrale del castrum, città fortificata più o meno su un'altura;
- il castellum divisorium è un'opera (castellum Aquae), che riceveva l'acqua dall'acquedotto romano e che veniva divisa tra le diverse linee di distribuzione. La città francese di Nîmes (Nemausus) conserva vestigia del suo castellum divisorium.

La parola latina castellum è l'origine delle parole francesi castel e chastel, poi castello.